# Rajnesh Domalpalli
Rajnesh Domalpalli, né à Chennai, (Tamil Nadu, Inde), est un réalisateur indien.
Vanaja (en), son premier film, tourné en telugu, a remporté vingt-quatre prix internationaux, dont le prix du meilleur premier long métrage au Festival du film de Berlin 2007.

## Filmographie partielle

### Au cinéma
- 2006 : Vanaja (en) (scénario et réalisation)